# Перон (Белуно)
Перон (итал. Peron) је насеље у Италији у округу Белуно, региону Венето.
Према процени из 2011. у насељу је живело 347 становника. Насеље се налази на надморској висини од 380 м.